# UCI Track Cycling Nations’ Cup 2023

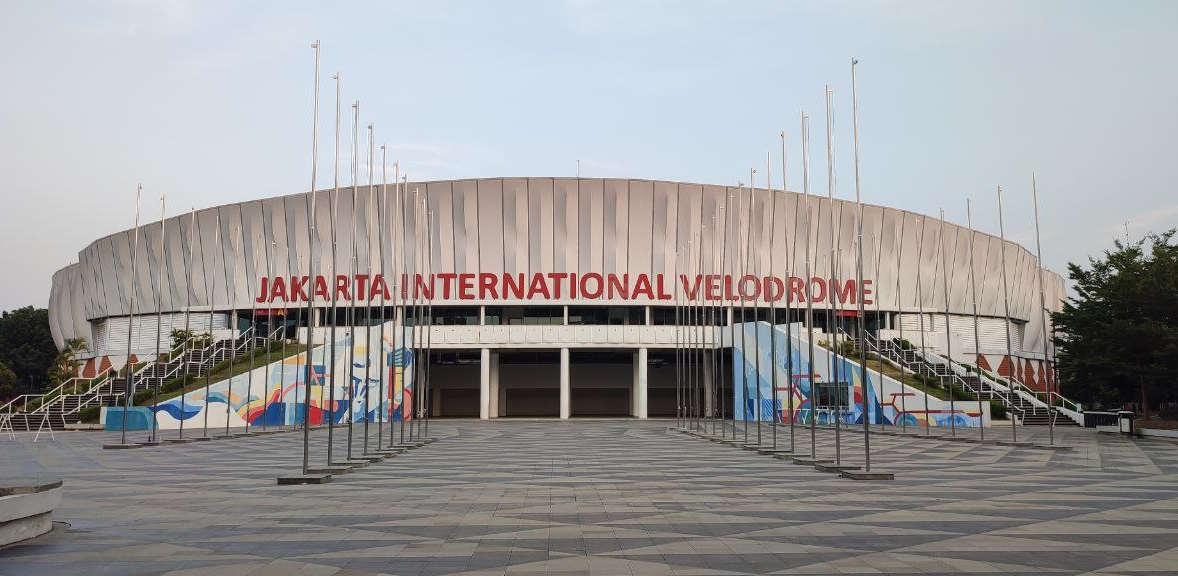
Der erste Lauf des Cups fand im Jakarta National Velodrome statt

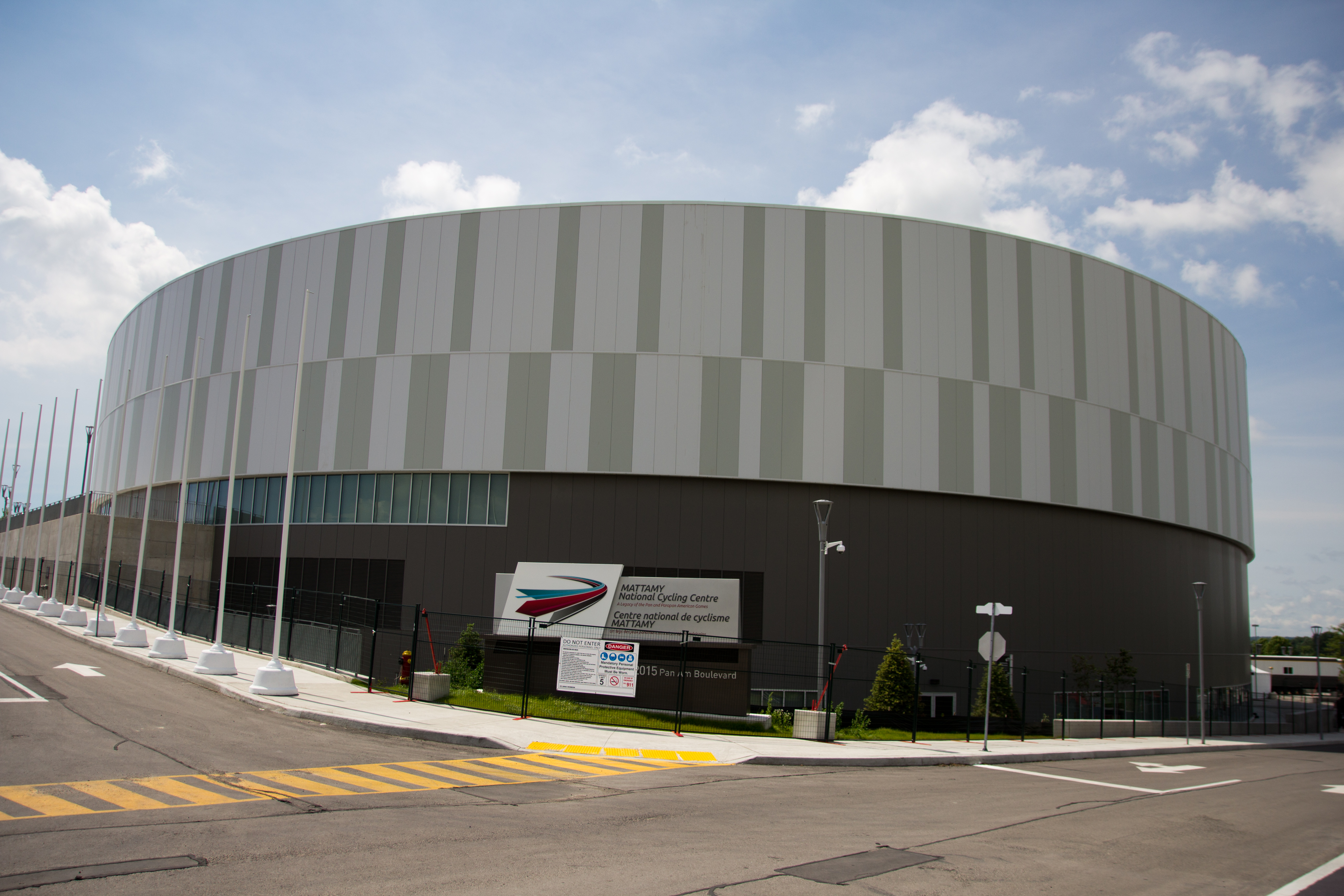
Das Mattamy National Cycling Centre in Milton

Der UCI Track Cycling Nations’ Cup 2023 (deutsch UCI Bahnradsport-Nationencup) war die dritte Austragung dieser Serie von Bahnradsport-Wettbewerben, die durch die Union Cycliste Internationale organisiert wird.
Als Austragungsorte wurden Jakarta, Kairo und das kanadische Milton bekannt gegeben. In diesem Jahr wurden in allen drei Runden nur die olympischen Disziplinen (Sprint, Keirin, Teamsprint, Mannschaftsverfolgung, Madison, Omnium) sowie das Ausscheidungsfahren ausgetragen. Die zwei besten Ergebnisse jeder Nation zählten für die Olympiaqualifikation 2024.

## Austragungsorte
| Datum           | Sportstätte                     | Ort     |
| --------------- | ------------------------------- | ------- |
| 23.–26. Februar | Jakarta International Velodrome | Jakarta |
| 14.–17. März    | Cairo International Velodrome   | Kairo   |
| 20.–23. April   | Mattamy National Cycling Centre | Milton  |

## Beteiligung
An den Wettbewerben in Jakarta, Kairo und Milton nahmen Athleten aus folgenden 54 Nationalmannschaften und 11 UCI Track Teams teil.
| Afrika - Ägypten - Algerien - Nigeria - Südafrika Amerika - Argentinien - Barbados - Brasilien - Costa Rica - Jamaika - Kanada - Kolumbien - Mexiko - Suriname - Trinidad und Tobago - Venezuela - Vereinigte Staaten | Asien - Chinesisch Taipeh - Hongkong - Indien - Indonesien - Japan - Kasachstan - Laos - Malaysia - Südkorea - Thailand - Usbekistan - Vereinigte Arabische Emirate - Volksrepublik China | Europa - Belgien - Dänemark - Deutschland - Frankreich - Griechenland - Großbritannien - Irland - Israel - Italien - Litauen - Niederlande - Norwegen - Österreich | - Polen - Portugal - Rumänien - Schweden - Schweiz - Spanien - Slowakei - Tschechien - Ukraine - Ungarn Ozeanien - Australien - Neuseeland |

UCI Track Teams:
| - ATT Astana Track Team - AZA Team Azizul - BCC Beat Cycling - BGT Bridgestone Cycling | - CWD Chaney Windows And Doors - HKS HKSI Pro Cycling Team - NCI National Cycling Institute Milton - RKD Team Rakuten K Dreams | - SDP Spellman Dublin Port - STR Star Track Cycling - TIN Team Inspired |

## Resultate
- Fahrerinnen und Fahrer, deren Name kursiv geschrieben sind, bestritten bei Mannschaftswettbewerben lediglich Runden vor dem Finale.
- Fahrerinnen und Fahrer, die für ein UCI Track Team angetreten sind, sind mit dessen Kürzel vor dem Namen gekennzeichnet.

Beim Teamsprint in Kairo traten die Mannschaften in der ersten Runde und den Finalläufen nicht wie üblich gleichzeitig an, sondern einzeln. Diese Entscheidung erfolgte, weil die Windverhältnisse im halboffenen Velodrom eins der Teams benachteiligt hätten.

### Frauen

#### Sprint
| Ort     | Siegerin        | Zweite               | Dritte          |
| ------- | --------------- | -------------------- | --------------- |
| Jakarta | Mathilde Gros   | Lea Sophie Friedrich | Emma Finucane   |
| Kairo   | Emma Finucane   | Sophie Capewell      | Emma Hinze      |
| Milton  | Kelsey Mitchell | Martha Bayona        | Daniela Gaxiola |

Gesamtwertung
| Pos. | Fahrerin                 | Jak | Kai | Mil | Pkt  |
| ---- | ------------------------ | --- | --- | --- | ---- |
| 1.   | Martha Bayona            | 400 | 360 | 720 | 1480 |
| 2.   | Emma Finucane            | 640 | 800 | –   | 1440 |
| 3.   | Sophie Capewell          | 600 | 720 | –   | 1320 |
| 4.   | Miriam Vece              | 256 | 600 | 360 | 1216 |
| 5.   | Nicky Degrendele         | 280 | 280 | 600 | 1160 |
| 6.   | Alessa-Catriona Pröpster | 328 | 304 | 520 | 1152 |
| 7.   | Taky Marie-Divine Kouamé | 520 | 560 | –   | 1080 |
| 8.   | Daniela Gaxiola          | 192 | 232 | 640 | 1064 |
| 9.   | Hetty van de Wouw        | 560 | 480 | –   | 1040 |
| 10.  | Riyu Ohta                | 440 | 520 | –   | 960  |

#### Keirin
| Ort     | Siegerin                 | Zweite           | Dritte                   |
| ------- | ------------------------ | ---------------- | ------------------------ |
| Jakarta | Mina Satō                | Mathilde Gros    | RKD Fuko Umekawa         |
| Kairo   | Mina Satō                | Nicky Degrendele | Alessa-Catriona Pröpster |
| Milton  | Alessa-Catriona Pröpster | Martha Bayona    | Katy Marchant            |

Gesamtwertung
| Pos. | Fahrerin                 | Jak | Kai | Mil | Pkt  |
| ---- | ------------------------ | --- | --- | --- | ---- |
| 1.   | Mina Satō                | 800 | 800 | –   | 1600 |
| 2.   | Alessa-Catriona Pröpster | 1   | 640 | 800 | 1441 |
| 3.   | Martha Bayona            | 440 | 208 | 720 | 1368 |
| 4.   | RKD Fuko Umekawa         | 640 | 560 | –   | 1200 |
| 5.   | Ellesse Andrews          | 600 | 480 | –   | 1080 |
| 6.   | Hetty van de Wouw        | 520 | 560 | –   | 1080 |
| 7.   | Daniela Gaxiola          | 280 | 208 | 560 | 1048 |
| 8.   | Nicky Degrendele         | 1   | 720 | 280 | 1001 |
| 9.   | Veronika Jaborníková     | 160 | 160 | 600 | 920  |
| 10.  | Lauriane Genest          | 280 | –   | 560 | 840  |

#### Teamsprint
| Ort     | Mannschaft                                                                            | Zweite                                                           | Dritte                                                          |
| ------- | ------------------------------------------------------------------------------------- | ---------------------------------------------------------------- | --------------------------------------------------------------- |
| Jakarta | Deutschland Lea Sophie Friedrich Pauline Grabosch Emma Hinze Alessa-Catriona Pröpster | Volksrepublik China Bao Shanju Guo Yufang Yuan Liying Zhuang Wei | Großbritannien Lauren Bell Sophie Capewell Emma Finucane        |
| Kairo   | Volksrepublik China Bao Shanju Guo Yufang Yuan Liying                                 | Deutschland Lea Sophie Friedrich Pauline Grabosch Emma Hinze     | Frankreich Mathilde Gros Taky Marie-Divine Kouamé Julie Michaux |
| Milton  | Mexiko Daniela Gaxiola Jessica Salazar Yuli Verdugo                                   | Kanada Lauriane Genest Kelsey Mitchell Sarah Orban               | Polen Marlena Karwacka Urszula Łoś Nikola Sibiak                |

Gesamtwertung
| Pos. | Mannschaft          | Jak  | Kai  | Mil  | Pkt  |
| ---- | ------------------- | ---- | ---- | ---- | ---- |
| 1.   | Volksrepublik China | 1080 | 1200 | 840  | 3120 |
| 2.   | Großbritannien      | 960  | 900  | 900  | 2760 |
| 3.   | Mexiko              | 720  | 780  | 1200 | 2700 |
| 4.   | Polen               | 840  | 720  | 960  | 2520 |
| 5.   | Deutschland         | 1200 | 1080 | –    | 2280 |
| 6.   | Frankreich          | 780  | 960  | –    | 1740 |
| 7.   | Niederlande         | 900  | 840  | –    | 1740 |
| 8.   | Malaysia            | 456  | 492  | 720  | 1668 |
| 9.   | Kanada              | 540  | –    | 1080 | 1620 |
| 10.  | Belgien             | –    | 540  | 780  | 1320 |

#### Mannschaftsverfolgung
| Ort     | Mannschaft                                                                            | Zweiter                                                                               | Dritter                                                                         |
| ------- | ------------------------------------------------------------------------------------- | ------------------------------------------------------------------------------------- | ------------------------------------------------------------------------------- |
| Jakarta | Neuseeland Michaela Drummond Ally Wollaston Bryony Botha Emily Shearman               | Frankreich Victoire Berteau Clara Copponi Valentine Fortin Marion Borras              | Großbritannien Sophie Lewis Josie Knight Anna Morris Jessica Roberts Neah Evans |
| Kairo   | Frankreich Clara Copponi Valentine Fortin Marion Borras Marie Le Net Victoire Berteau | Neuseeland Bryony Botha Ally Wollaston Samantha Donnelly Emily Shearman Jessie Hodges | Deutschland Franziska Brauße Lisa Klein Mieke Kröger Laura Süßemilch            |
| Milton  | Großbritannien Katie Archibald Neah Evans Megan Barker Josie Knight Jessica Roberts   | Deutschland Lena Charlotte Reißner Franziska Brauße Mieke Kröger Laura Süßemilch      | Kanada Sarah van Dam Maggie Coles-Lyster Erin Attwell Ariane Bonhomme           |

Gesamtwertung
| Pos. | Mannschaft         | Jak  | Kai  | Mil  | Pkt  |
| ---- | ------------------ | ---- | ---- | ---- | ---- |
| 1.   | Großbritannien     | 1280 | 880  | 1600 | 3760 |
| 2.   | Deutschland        | 720  | 1280 | 1440 | 3440 |
| 3.   | Kanada             | 960  | 1040 | 1280 | 3280 |
| 4.   | Irland             | 1120 | 1200 | 960  | 3280 |
| 5.   | Italien            | 880  | 1120 | 1120 | 3120 |
| 6.   | Frankreich         | 1440 | 1600 | –    | 3040 |
| 7.   | Neuseeland         | 1600 | 1440 | –    | 3040 |
| 8.   | Vereinigte Staaten | 800  | 960  | 1200 | 2960 |
| 9.   | Australien         | 1200 | –    | 1040 | 2240 |
| 10.  | Spanien            | 656  | 608  | 608  | 1872 |

#### Ausscheidungsfahren
| Ort     | Siegerin              | Zweite           | Dritte             |
| ------- | --------------------- | ---------------- | ------------------ |
| Jakarta | Ally Wollaston        | Neah Evans       | Marit Raaijmakers  |
| Kairo   | Jennifer Valente      | Victoire Berteau | Sophie Lewis       |
| Milton  | Anita Yvonne Stenberg | Jennifer Valente | Maike van der Duin |

Gesamtwertung
| Pos. | Fahrerin              | Jak | Kai | Mil | Pkt  |
| ---- | --------------------- | --- | --- | --- | ---- |
| 1.   | Anita Yvonne Stenberg | 128 | 600 | 800 | 1528 |
| 2.   | Jennifer Valente      | –   | 800 | 720 | 1520 |
| 3.   | Victoire Berteau      | 560 | 720 | –   | 1280 |
| 4.   | Marit Raaijmakers     | 640 | 560 | –   | 1200 |
| 5.   | Alžbeta Bačíková      | 520 | 440 | 192 | 1152 |
| 6.   | Yareli Acevedo        | 280 | 360 | 440 | 1080 |
| 7.   | Laura Rodríguez       | 208 | 520 | 256 | 984  |
| 8.   | RKD Maho Kakita       | 440 | 480 | –   | 920  |
| 9.   | Neah Evans            | 720 | –   | 160 | 880  |
| 10.  | Patrycja Lorkowska    | –   | 328 | 520 | 848  |

#### Omnium
| Ort     | Siegerin        | Zweite           | Dritte            |
| ------- | --------------- | ---------------- | ----------------- |
| Jakarta | Ally Wollaston  | Clara Copponi    | Neah Evans        |
| Kairo   | Ally Wollaston  | Victoire Berteau | Amalie Dideriksen |
| Milton  | Katie Archibald | Elisa Balsamo    | Jennifer Valente  |

Gesamtwertung
| Pos. | Fahrerin              | Jak | Kai | Mil | Pkt  |
| ---- | --------------------- | --- | --- | --- | ---- |
| 1.   | Ally Wollaston        | 800 | 800 | –   | 1600 |
| 2.   | Anita Yvonne Stenberg | 520 | 520 | 400 | 1440 |
| 3.   | Jennifer Valente      | −   | 600 | 640 | 1240 |
| 4.   | Amalie Dideriksen     | 600 | 640 | –   | 1240 |
| 5.   | Maike van der Duin    | –   | 560 | 560 | 1120 |
| 6.   | Aline Seitz           | 480 | 176 | 280 | 936  |
| 7.   | Maria Martins         | –   | 480 | 440 | 920  |
| 8.   | Petra Ševčíková       | 256 | 440 | 160 | 856  |
| 9.   | Katie Archibald       | –   | –   | 800 | 800  |
| 10.  | Elisa Balsamo         | –   | –   | 720 | 720  |

#### Zweier-Mannschaftsfahren
| Ort     | Mannschaft                                | Zweite                                    | Dritte                                 |
| ------- | ----------------------------------------- | ----------------------------------------- | -------------------------------------- |
| Jakarta | Dänemark Amalie Dideriksen Julie Leth     | Frankreich Valentine Fortin Marion Borras | Italien Martina Fidanza Silvia Zanardi |
| Kairo   | Frankreich Clara Copponi Valentine Fortin | Dänemark Amalie Dideriksen Julie Leth     | Neuseeland Bryony Botha Ally Wollaston |
| Milton  | Belgien Shari Bossuyt Lotte Kopecky       | Großbritannien Katie Archibald Neah Evans | Italien Elisa Balsamo Martina Fidanza  |

Gesamtwertung
| Pos. | Mannschaft         | Jak  | Kai  | Mil  | Pkt  |
| ---- | ------------------ | ---- | ---- | ---- | ---- |
| 1.   | Großbritannien     | 1120 | 1200 | 1440 | 3760 |
| 2.   | Italien            | 1280 | 720  | 1280 | 3280 |
| 3.   | Frankreich         | 1440 | 1600 | –    | 3040 |
| 4.   | Dänemark           | 1600 | 1440 | –    | 3040 |
| 5.   | Schweiz            | 960  | 880  | 720  | 2560 |
| 6.   | Irland             | 800  | 960  | 800  | 2560 |
| 7.   | Vereinigte Staaten | 880  | 608  | 1040 | 2528 |
| 8.   | Neuseeland         | 1200 | 1280 | –    | 2480 |
| 9.   | Belgien            | –    | 800  | 1600 | 2400 |
| 10.  | Niederlande        | –    | 1120 | 1200 | 2320 |

### Männer

#### Sprint
| Ort     | Sieger           | Zweiter          | Dritter            |
| ------- | ---------------- | ---------------- | ------------------ |
| Jakarta | Harrie Lavreysen | Kaiya Ōta        | Michail Jakowlew   |
| Kairo   | Harrie Lavreysen | Michail Jakowlew | Kaiya Ōta          |
| Milton  | Nicholas Paul    | Mateusz Rudyk    | Matthew Richardson |

Gesamtwertung
| Pos. | Fahrer             | Jak | Kai | Mil | Pkt  |
| ---- | ------------------ | --- | --- | --- | ---- |
| 1.   | Mateusz Rudyk      | 360 | 600 | 720 | 1680 |
| 2.   | Harrie Lavreysen   | 800 | 800 | –   | 1600 |
| 3.   | Michail Jakowlew   | 640 | 720 | –   | 1360 |
| 4.   | Kaiya Ōta          | 720 | 640 | –   | 1360 |
| 5.   | Zhou Yu            | 600 | 192 | 520 | 1312 |
| 6.   | Nicholas Paul      | –   | 360 | 800 | 1160 |
| 7.   | Jaïr Tjon En Fa    | 192 | 560 | 400 | 1152 |
| 8.   | Matthew Richardson | 440 | –   | 640 | 1080 |
| 9.   | Sébastien Vigier   | 520 | 480 | –   | 1000 |
| 10.  | Vasilijus Lendel   | 400 | 112 | 192 | 704  |

#### Keirin
| Ort     | Sieger             | Zweiter             | Dritter          |
| ------- | ------------------ | ------------------- | ---------------- |
| Jakarta | Harrie Lavreysen   | Azizulhasni Awang   | Michail Jakowlew |
| Kairo   | Shinji Nakano      | Shah Firdaus Sahrom | Kaiya Ōta        |
| Milton  | Matthew Richardson | Maximilian Dörnbach | Nicholas Paul    |

Gesamtwertung
| Pos. | Fahrer              | Jak | Kai | Mil | Pkt  |
| ---- | ------------------- | --- | --- | --- | ---- |
| 1.   | Kevin Quintero      | 440 | 480 | 440 | 1360 |
| 2.   | Matthew Richardson  | 480 | –   | 800 | 1280 |
| 3.   | Shah Firdaus Sahrom | 520 | 720 | –   | 1240 |
| 4.   | Shinji Nakano       | 400 | 800 | –   | 1200 |
| 5.   | Jaïr Tjon En Fa     | 1   | 560 | 520 | 1081 |
| 6.   | Harrie Lavreysen    | 800 | 280 | –   | 1080 |
| 7.   | Michail Jakowlew    | 640 | 280 | –   | 920  |
| 8.   | Maximilian Dörnbach | –   | 160 | 720 | 880  |
| 9.   | Nicholas Paul       | –   | 208 | 640 | 848  |
| 10.  | Sébastien Vigier    | 280 | 520 | –   | 800  |

#### Teamsprint
| Ort     | Mannschaft                                                     | Zweite                                                                         | Dritte                                                    |
| ------- | -------------------------------------------------------------- | ------------------------------------------------------------------------------ | --------------------------------------------------------- |
| Jakarta | Australien Thomas Cornish Leigh Hoffman Matthew Richardson     | Niederlande Jeffrey Hoogland Harrie Lavreysen Roy van den Berg Tijmen van Loon | Frankreich Florian Grengbo Rayan Helal Sébastien Vigier   |
| Kairo   | Niederlande Jeffrey Hoogland Harrie Lavreysen Roy van den Berg | Frankreich Timmy Gillion Rayan Helal Sébastien Vigier                          | Japan Yoshitaku Nagasako Yuta Obara Kaiya Ōta             |
| Milton  | Australien Matthew Glaetzer Leigh Hoffman Matthew Richardson   | Volksrepublik China Guo Shuai Xue Chenxi Zhou Yu Liu Qi                        | Großbritannien Harry Ledingham-Horn Ed Lowe Hayden Norris |

Gesamtwertung
| Pos. | Mannschaft          | Jak  | Kai  | Mil  | Pkt  |
| ---- | ------------------- | ---- | ---- | ---- | ---- |
| 1.   | Volksrepublik China | 720  | 900  | 1080 | 2700 |
| 2.   | Großbritannien      | 840  | 840  | 960  | 2640 |
| 3.   | Australien          | 1200 | −    | 1200 | 2400 |
| 4.   | Niederlande         | 1080 | 1200 | –    | 2280 |
| 5.   | Deutschland         | 780  | 720  | 780  | 2280 |
| 6.   | Polen               | 660  | 780  | 720  | 2160 |
| 7.   | Frankreich          | 960  | 1080 | –    | 2040 |
| 8.   | Japan               | 900  | 960  | –    | 1860 |
| 9.   | Tschechien          | 540  | 456  | 840  | 1836 |
| 10.  | Spanien             | 492  | 492  | 660  | 1644 |

#### Mannschaftsverfolgung
| Ort     | Mannschaft                                                                | Zweiter                                                                                      | Dritter                                                                     |
| ------- | ------------------------------------------------------------------------- | -------------------------------------------------------------------------------------------- | --------------------------------------------------------------------------- |
| Jakarta | Dänemark Tobias Hansen Robin Skivild Carl-Frederik Bévort Rasmus Pedersen | Neuseeland Aaron Gate Campbell Stewart Daniel Bridgwater Nick Kergozou George Jackson        | Großbritannien Oliver Wood William Tidball Rhys Britton Charlie Tanfield    |
| Kairo   | Dänemark Tobias Hansen Rasmus Pedersen Carl-Frederik Bévort Robin Skivild | Frankreich Thomas Denis Corentin Ermenault Quentin Lafargue Valentin Tabellion Thomas Boudat | Deutschland Benjamin Boos Theo Reinhardt Tobias Buck-Gramcko Leon Rohde     |
| Milton  | Großbritannien Oliver Wood Daniel Bigham Josh Charlton Michael Gill       | Italien Francesco Lamon Michele Scartezzini Davide Boscaro Manlio Moro Mattia Pinazzi        | Frankreich Donavan Grondin Benjamin Thomas Thomas Boudat Valentin Tabellion |

Gesamtwertung
| Pos. | Mannschaft     | Jak  | Kai  | Mil  | Pkt  |
| ---- | -------------- | ---- | ---- | ---- | ---- |
| 1.   | Großbritannien | 1280 | 1120 | 1600 | 4000 |
| 2.   | Frankreich     | 1120 | 1440 | 1280 | 3840 |
| 3.   | Dänemark       | 1600 | 1600 | –    | 3200 |
| 4.   | Italien        | 800  | 800  | 1440 | 3040 |
| 5.   | Kanada         | 960  | 960  | 1120 | 3040 |
| 6.   | Deutschland    | 720  | 1280 | 880  | 2880 |
| 7.   | Belgien        | 1040 | 656  | 1040 | 2736 |
| 8.   | Neuseeland     | 1440 | 1200 | –    | 2640 |
| 9.   | Japan          | 880  | 880  | 800  | 2560 |
| 10.  | Australien     | 1200 | –    | 1200 | 2400 |

#### Ausscheidungsfahren
| Ort     | Sieger              | Zweiter         | Dritter             |
| ------- | ------------------- | --------------- | ------------------- |
| Jakarta | BGT Eiya Hashimoto  | Jules Hesters   | Yoeri Havik         |
| Kairo   | William Tidball     | BCC Yoeri Havik | Michele Scartezzini |
| Milton  | BCC Matthijs Büchli | Blake Agnoletto | Erik Martorell      |

Gesamtwertung
| Pos. | Fahrer              | Jak | Kai | Mil | Pkt  |
| ---- | ------------------- | --- | --- | --- | ---- |
| 1.   | BGT Eiya Hashimoto  | 560 | 480 | 520 | 1760 |
| 2.   | Yoeri Havik         | 640 | 720 | –   | 1360 |
| 3.   | Kazushige Kuboki    | 600 | 520 | –   | 1120 |
| 4.   | Michele Scartezzini | 304 | 640 | 160 | 1104 |
| 5.   | Theo Reinhardt      | 480 | 480 | –   | 960  |
| 6.   | Blake Agnoletto     | 232 | –   | 720 | 952  |
| 7.   | George Jackson      | 520 | 400 | –   | 920  |
| 8.   | Erik Martorell      | 256 | –   | 640 | 896  |
| 9.   | Jan Voneš           | 328 | 560 | –   | 888  |
| 10.  | BCC Matthijs Büchli | –   | –   | 800 | 800  |

#### Omnium
| Ort     | Sieger          | Zweiter             | Dritter              |
| ------- | --------------- | ------------------- | -------------------- |
| Jakarta | Tobias Hansen   | Campbell Stewart    | Sebastián Mora       |
| Kairo   | Thomas Boudat   | Elia Viviani        | Roger Kluge          |
| Milton  | Donavan Grondin | Tim Torn Teutenberg | Jan-Willem van Schip |

Gesamtwertung
| Pos. | Fahrer              | Jak | Kai | Mil | Pkt  |
| ---- | ------------------- | --- | --- | --- | ---- |
| 1.   | Sebastián Mora      | 640 | 560 | 480 | 1680 |
| 2.   | Thomas Boudat       | 520 | 800 | –   | 1320 |
| 3.   | Vincent Hoppezak    | 600 | –   | 600 | 1200 |
| 4.   | Roger Kluge         | 208 | 640 | –   | 848  |
| 5.   | Donavan Grondin     | –   | –   | 800 | 800  |
| 6.   | Tobias Hansen       | 800 | –   | –   | 800  |
| 7.   | William Tidball     | 400 | 328 | –   | 728  |
| 8.   | Tim Torn Teutenberg | –   | –   | 720 | 720  |
| 9.   | Elia Viviani        | –   | 720 | –   | 720  |
| 10.  | Campbell Stewart    | 720 | –   | –   | 720  |

#### Zweier-Mannschaftsfahren
| Ort     | Mannschaft                             | Zweite                                            | Dritte                                   |
| ------- | -------------------------------------- | ------------------------------------------------- | ---------------------------------------- |
| Jakarta | Deutschland Roger Kluge Theo Reinhardt | Niederlande Jan-Willem van Schip Yoeri Havik      | Neuseeland Aaron Gate Campbell Stewart   |
| Kairo   | Deutschland Roger Kluge Theo Reinhardt | Niederlande Jan-Willem van Schip Vincent Hoppezak | Neuseeland George Jackson Thomas Sexton  |
| Milton  | Portugal Ivo Oliveira Iúri Leitão      | Beat Cycling Yoeri Havik Vincent Hoppezak         | Frankreich Thomas Boudat Benjamin Thomas |

Gesamtwertung
| Pos. | Mannschaft  | Jak  | Kai  | Mil  | Pkt  |
| ---- | ----------- | ---- | ---- | ---- | ---- |
| 1.   | Deutschland | 1600 | 1600 | 656  | 3856 |
| 2.   | Niederlande | 1440 | 1440 | 960  | 3840 |
| 3.   | Portugal    | 1040 | 960  | 1600 | 3600 |
| 4.   | Belgien     | 960  | 1200 | 880  | 3040 |
| 5.   | Japan       | 880  | 720  | 1120 | 2720 |
| 6.   | BGT         | 1120 | 464  | 1040 | 2624 |
| 7.   | Neuseeland  | 1280 | 1280 | –    | 2560 |
| 8.   | Spanien     | 608  | 1040 | 720  | 2368 |
| 9.   | Italien     | 720  | 1120 | 416  | 2256 |
| 10.  | Frankreich  | –    | 880  | 1280 | 2160 |

### Teamwertung
| Pos. | Nation/Team         | Jak     | Kai     | Mil     | Gesamt  |
| ---- | ------------------- | ------- | ------- | ------- | ------- |
| 1.   | Großbritannien      | 9899,0  | 10844,0 | 11413,0 | 32156,0 |
| 2.   | Deutschland         | 8821,0  | 10544,0 | 9533,0  | 28898,0 |
| 3.   | Frankreich          | 11429,0 | 12441,0 | 3688,0  | 27558,0 |
| 4.   | Niederlande         | 9468,0  | 10256,0 | 4440,0  | 24164,0 |
| 5.   | Japan               | 9596,0  | 8572,0  | 3992,0  | 22160,0 |
| 6.   | Neuseeland          | 10390,0 | 8898,0  | 1737,0  | 21025,0 |
| 7.   | Italien             | 5789,0  | 6941,0  | 7039,0  | 19769,0 |
| 8.   | Kanada              | 5910,0  | 3440,0  | 10397,0 | 19747,0 |
| 9.   | Australien          | 8840,0  | –       | 8274,0  | 17114,0 |
| 10.  | Volksrepublik China | 3122,0  | 5831,0  | 7569,0  | 16522,0 |